# Canton de Pléneuf-Val-André
Le canton de Pléneuf-Val-André est une circonscription électorale française située dans le département des Côtes-d'Armor et la région Bretagne.

## Histoire
De 1833 à 1848, les cantons de Lamballe et de Pléneuf avaient le même conseiller général. Le nombre de conseillers généraux était limité à 30 par département.
Un nouveau découpage territorial des Côtes-d'Armor entre en vigueur à l'occasion des élections départementales de mars 2015, défini par le décret du 13 février 2014, en application des lois du 17 mai 2013 (loi organique 2013-402 et loi 2013-403). Les conseillers départementaux sont, à compter de ces élections, élus au scrutin majoritaire binominal mixte. Les électeurs de chaque canton élisent au Conseil départemental, nouvelle appellation du Conseil général, deux membres de sexe différent, qui se présentent en binôme de candidats. Les conseillers départementaux sont élus pour 6 ans au scrutin binominal majoritaire à deux tours, l'accès au second tour nécessitant 12,5 % des inscrits au 1er tour. En outre la totalité des conseillers départementaux est renouvelée. Ce nouveau mode de scrutin nécessite un redécoupage des cantons dont le nombre est divisé par deux avec arrondi à l'unité impaire supérieure si ce nombre n'est pas entier impair, assorti de conditions de seuils minimaux. Dans les Côtes-d'Armor, le nombre de cantons passe ainsi de 52 à 27. Le nombre de communes du canton de Pléneuf-Val-André passe de 5 à 15.
Le nouveau canton de Pléneuf-Val-André est formé de communes des anciens cantons de Matignon (10 communes) et de Pléneuf-Val-André (5 communes). Avec ce redécoupage administratif, le territoire du canton s'affranchit des limites d'arrondissements, avec 10 communes incluses dans l'arrondissement de Dinan et 5 dans l'arrondissement de Saint-Brieuc. Le bureau centralisateur est situé à Pléneuf-Val-André.

## Représentation

### Conseillers d'arrondissement (de 1833 à 1940)
| Période                                  | Période      | Identité                         | Étiquette | Qualité |
| ---------------------------------------- | ------------ | -------------------------------- | --------- | --- |
| 1833                                     | 1833         | François Le Pomellec (1793-1853) |           | Négociant et armateur, adjoint au maire de Saint-Brieuc Également élu dans le canton de Saint-Brieuc-Sud, qu'il choisit |
|                                          |              |                                  |           | |
| 1836                                     | 1848         | M. Paturel                       |           | Propriétaire à Erquy |
|                                          |              |                                  |           | |
| 1852                                     | 1871         | Joseph Barbédienne               |           | Propriétaire à Pléneuf-Val-André                                                                                        |
| 1871                                     |              | Ernest Le Pomellec               |           | Propriétaire à Erquy |
|                                          |              |                                  |           | |
|                                          | 1894 (décès) | Prosper Carfantan (1854-1894)    |           | Négociant et armateur à Pléneuf-Val-André                                                                               |
|                                          |              |                                  |           | |
| 1904                                     | 1911         | Jean-Baptiste Dobet              | Radical   | Maire d'Erquy |
| 24 déc. 1911                             | 1940         | Jean-François Le Mercier         | Radical   | Propriétaire, maire de Plurien                                                                                          |
| 1940                                     |              |                                  |           | Les conseils d'arrondissement ont été suspendus par la loi du 12 octobre 1940 et n'ont jamais été réactivés             |
| Les données manquantes sont à compléter. |              |                                  |           | |

### Conseillers généraux de 1833 à 2015
| Période | Période      | Identité                                                 | Étiquette    | Qualité |
| ------- | ------------ | -------------------------------------------------------- | ------------ | --- |
| 1833    | 1848         | Charles Jean Thoreux                                     |              | Propriétaire, maire de Lamballe |
| 1848    | 1852         | Vicomte Francisque de la Goublaye de Nantois (1799-1879) | Droite       | Propriétaire à Lamballe |
| 1852    | 1894         | Mathurin Le Gal Lasalle                                  | Républicain  | Médecin, Député (1872-1876) Propriétaire à Saint-Brieuc                                                                                             |
| 1894    | 1901         | Vicomte Frédéric de la Goublaye de Nantois               | Droite       | Propriétaire à Pléneuf |
| 1901    | 1911 (décès) | Léon Carfantan                                           | Républicain  | Armateur à Dahouët, Pléneuf |
| 1911    | 1913         | Jean-Baptiste Dobet                                      | Rad.         | Maire d'Erquy |
| 1913    | 1919         | Alain Urvoy de Clos-Madeuc                               | Droite       | Officier d'artillerie Maire de Planguenoual |
| 1919    | 1940         | Charles Meunier                                          | Rad.         | Industriel Député (1913-1919) Sénateur (1931-1939) Président du Conseil général (1931-1940)                                                         |
|         |              |                                                          |              | |
| 1945    | 1964         | André Cornu                                              | Rad.         | Industriel Député (1932-1936) Sénateur (1948-1971) Président du Conseil général (1946-1947) Secrétaire d'État (1951-1954) Maire d'Erquy (1953-1971) |
| 1964    | 1994         | Guillaume Guédo (1927-2017)                              | CDP puis DVD | Pharmacien Maire de Pléneuf-Val-André (1959-2001)                                                                                                   |
| 1994    | 2008         | Patrick Boullet                                          | PS           | Médecin généraliste Maire-adjoint de Pléneuf-Val-André Président de la Communauté de communes de la Côte de Penthièvre                              |
| 2008    | 2015         | Yannick Morin                                            | DVD          | Chef d'entreprise Maire-adjoint d'Erquy |

### Représentation après 2015
| Période élective | Période élective | Mandat | Mandat   | Identité               | Nuance | Nuance | Qualité |
| ---------------- | ---------------- | ------ | -------- | ---------------------- | ------ | ------ | --- |
| 2015             | 2021             | 2015   | 2021     | Marie-Madeleine Michel |        | DVD    | Retraitée de l'enseignement, conseillère municipale, puis maire de Saint-Cast-le-Guildo à partir de 2020. 12e Vice-Présidente du Conseil départemental (Accompagnement du handicap) |
| 2015             | 2021             | 2015   | 2021     | Yannick Morin          |        | DVD    | Agent immobilier, adjoint au maire d'Erquy (conseiller municipal d'opposition depuis 2020)                                                                                          |
| 2021             | 2028             | 2021   | en cours | Jean-René Carfantan    |        | DVG    | Professeur des écoles, maire de Matignon et conseiller de Dinan Agglomération 7e vice-président délégué à l’Éducation et à l’Éducation populaire                                    |
| 2021             | 2028             | 2021   | en cours | Lisa Thomas            |        | DVG    | Collaboratrice d'élus, conseillère municipale de Pléneuf-Val-André |

### Résultats détaillés

#### Élections de mars 2015
À l'issue du 1er tour des élections départementales de 2015, deux binômes sont en ballottage : Marie-Madeleine Michel et Yannick Morin (Union de la Droite, 39,88 %) et Hakim Hocine et Marie-Reine Tillon (DVG, 39,63 %). Le taux de participation est de 59,19 % (13 208 votants sur 22 314 inscrits) contre 56,24 % au niveau départementalet 50,17 % au niveau national.
Au second tour, Marie-Madeleine Michel et Yannick Morin (Union de la Droite) sont élus avec 53,94 % des suffrages exprimés et un taux de participation de 61,24 % (6 879 voix pour 13 662 votants et 22 308 inscrits).

#### Élections de juin 2021
Le premier tour des élections départementales de 2021 est marqué par un très faible taux de participation (33,26 % au niveau national). Dans le canton de Pléneuf-Val-André, ce taux de participation est de 42,45 % (9 880 votants sur 23 276 inscrits) contre 39,37 % au niveau départemental. À l'issue de ce premier tour, deux binômes sont en ballottage : Jean-René Carfantan et Lisa Thomas (DVG, 43,06 %) et Yannick Morin et Nathalie Plesier (DVD, 39,74 %). 
Le second tour des élections est marqué une nouvelle fois par une abstention massive équivalente au premier tour. Les taux de participation sont de 34,3 % au niveau national, 40,31 % dans le département et 45,25 % dans le canton de Pléneuf-Val-André. C'est le binôme divers gauche, constitué de Jean-René Carfantan et Lisa Thomas, qui est élu avec 51,53 % des suffrages exprimés (5 101 voix pour 10 534 votants et 23 280 inscrits),,,.

## Composition

### Composition avant 2015

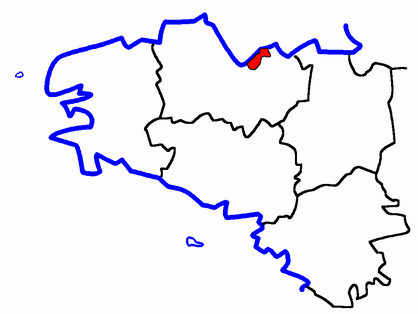
Situation du canton de Pléneuf-Val-André dans le département des Côtes-d'Armor avant 2015.

Le canton de Pléneuf-Val-André regroupait cinq communes.
| Nom                           | Code Insee | Codepostal | Superficie (km2) | Population (dernière pop. légale) | Densité (hab./km2) |
| ----------------------------- | ---------- | ---------- | ---------------- | --------------------------------- | ------------------ |
| Pléneuf-Val-André (chef-lieu) | 22186      | 22370      | 17,07            | 4 063 (2012)                      | 238                |
| Erquy                         | 22054      | 22430      | 26,46            | 3 898 (2012)                      | 147                |
| Planguenoual                  | 22173      | 22400      | 32,89            | 2 137 (2012)                      | 65                 |
| Plurien                       | 22242      | 22240      | 21,65            | 1 450 (2012)                      | 67                 |
| Saint-Alban                   | 22273      | 22400      | 30,43            | 2 031 (2012)                      | 67                 |

### Composition à partir de 2015
Le canton de Pléneuf-Val-André comprend désormais 15 communes.
| Nom                                       | Code Insee | Intercommunalité         | Superficie (km2) | Population (dernière pop. légale)               | Densité (hab./km2) | Modifier                                    |
| ----------------------------------------- | ---------- | ------------------------ | ---------------- | ----------------------------------------------- | ------------------ | ------------------------------------------- |
| Pléneuf-Val-André (bureau centralisateur) | 22186      | CA Lamballe Terre et Mer | 17,07            | 4 094 (2022)                                    | 240                | modifier les données · modifier les données |
| La Bouillie                               | 22012      | CA Lamballe Terre et Mer | 10,91            | 845 (2022)                                      | 77                 | modifier les données · modifier les données |
| Erquy                                     | 22054      | CA Lamballe Terre et Mer | 26,46            | 3 929 (2022)                                    | 148                | modifier les données · modifier les données |
| Fréhel                                    | 22179      | CA Dinan Agglomération   | 18,91            | 1 611 (2022)                                    | 85                 | modifier les données · modifier les données |
| Hénanbihen                                | 22076      | CA Lamballe Terre et Mer | 31,65            | 1 429 (2022)                                    | 45                 | modifier les données · modifier les données |
| Lamballe-Armor                            | 22093      | CA Lamballe Terre et Mer | 130,65           | Fraction : 2 205 (2022) Commune : 16 911 (2022) | 129                | modifier les données · modifier les données |
| Matignon                                  | 22143      | CA Dinan Agglomération   | 14,53            | 1 738 (2022)                                    | 120                | modifier les données · modifier les données |
| Pléboulle                                 | 22174      | CA Dinan Agglomération   | 14,10            | 716 (2022)                                      | 51                 | modifier les données · modifier les données |
| Plévenon                                  | 22201      | CA Dinan Agglomération   | 13,73            | 757 (2022)                                      | 55                 | modifier les données · modifier les données |
| Plurien                                   | 22242      | CA Lamballe Terre et Mer | 21,65            | 1 513 (2022)                                    | 70                 | modifier les données · modifier les données |
| Ruca                                      | 22268      | CA Dinan Agglomération   | 12,13            | 596 (2022)                                      | 49                 | modifier les données · modifier les données |
| Saint-Alban                               | 22273      | CA Lamballe Terre et Mer | 30,43            | 2 376 (2022)                                    | 78                 | modifier les données · modifier les données |
| Saint-Cast-le-Guildo                      | 22282      | CA Dinan Agglomération   | 22,63            | 3 353 (2022)                                    | 148                | modifier les données · modifier les données |
| Saint-Denoual                             | 22286      | CA Lamballe Terre et Mer | 8,61             | 490 (2022)                                      | 57                 | modifier les données · modifier les données |
| Saint-Pôtan                               | 22323      | CA Dinan Agglomération   | 19,89            | 833 (2022)                                      | 42                 | modifier les données · modifier les données |
| Canton de Pléneuf-Val-André               | 2217       |                          |                  | 26 485 (2022)                                   |                    | modifier les données                        |

## Démographie

### Démographie avant 2015
| 1968   | 1975   | 1982   | 1990   | 1999   | 2006   | 2011   | 2012   |
| ------ | ------ | ------ | ------ | ------ | ------ | ------ | ------ |
| 10 513 | 10 976 | 11 436 | 11 637 | 11 800 | 12 583 | 13 519 | 13 579 |

### Démographie depuis 2015
En 2022, le canton comptait 26 485 habitants, en évolution de +1,47 % par rapport à 2016 (Côtes-d'Armor : +1,78 %, France hors Mayotte : +2,11 %).
| 2013   | 2018   | 2022   |
| ------ | ------ | ------ |
| 25 833 | 26 190 | 26 485 |